# ويليام العاشر، دوق آكيتاين
ويليام العاشر (الفرنسية:Guillaume X d'Aquitaine؛ 1099 - 9 أبريل 1137) لُقب بـ القديس، كان دوق آكيتاين من 1126 حتى وفاته، هو أبن البكر لـ ويليام التاسع، دوق آكيتاين وفيليبا من تولوز، تزوج من 1121 من إينور دي شاتورو أبنة عشيقة والده وأنجبت له أبنتين وأبن توفي صغيراً، أصبحت أبنته الكبرى الوريثة إليانور تزوجت أولا من لويس السابع ملك فرنسا ثم من هنري الثاني ملك إنجلترا.